# Echinochloa esculenta
Echinochloa esculenta là một loài thực vật có hoa trong họ Hòa thảo. Loài này được (A.Braun) H.Scholz mô tả khoa học đầu tiên năm 1992.

## Hình ảnh

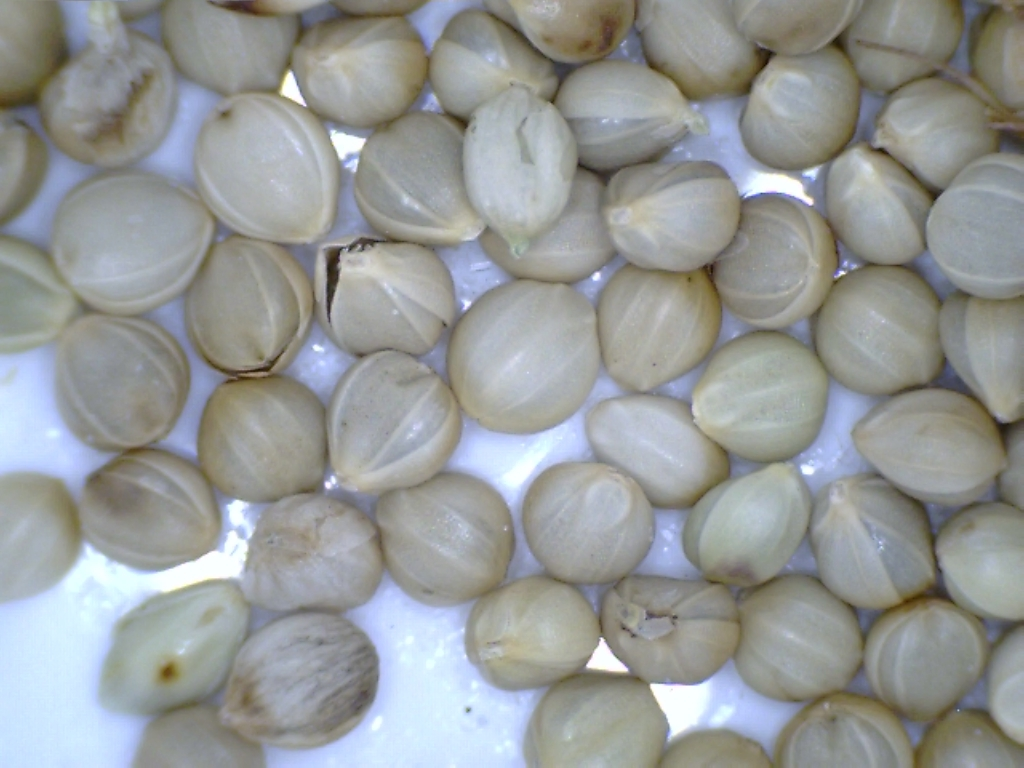